# Ourbise
L'Ourbise est une  rivière du sud-ouest de la France et un affluent gauche de la Garonne.

## Géographie
Affluent rive gauche de la Garonne située entre la Baïse et l'Avance
Elle prend sa source près de Fargues-sur-Ourbise passe dans le Queyran et se jette dans la Garonne à l'amont de la commune Le Mas-d'Agenais. La longueur de son cours d'eau est de 23,8 km.

## Département et communes traversés
- Lot-et-Garonne : Fargues-sur-Ourbise, Caubeyres, Anzex, Villefranche-du-Queyran, Leyritz-Moncassin, Razimet, Puch-d'Agenais, Villeton, Lagruère, Tonneins.

## Principaux affluents
- Le Bécha : 8,4 km
- L'Anzex : 5,3 km
- La Gaulette : 4,8 km